# Коллингвуд, Моника
Моника К. Коллингвуд (англ. Monica K. Collingwood; 5 января 1908, Джэксон, Миссури, США — 31 октября 1989, Лос-Анджелес, Калифорния, США) — американский монтажёр. Номинантка на премию «Оскар» (1948) в номинации «Лучший монтаж» за фильм «Жена епископа» (1947).

## Биография и карьера
Моника К. Коллингвуд родилась 5 января 1908 года в Джексоне (штат Миссури, США). Её отец, английский иммигрант, был полицейским на киностудии. Её мать была иммигрантом из Люксембурга.
1 июня 1927 года Коллингвуд вышла замуж за Уилларда Ай Нико, от которого у неё был один ребёнок. Они были женаты 40 лет до смерти Нико 1 августа 1967 года.
С 1947 по 1973 год Коллингвуд выступила монтажёром 16-ти фильмов и телесериалов. В 1948 году она была номинирована на премию «Оскар» за «Лучший монтаж» за драму Генри Костера «Жена епископа» (1947). После семилетнего перерыва Коллингвуд, вернулась в индустрию с телевизионными программами, такими как «Ярость» и «Лесси».
Коллингвуд скончалась 31 октября 1989 года в Лос-Анджелесе (штат Калифорния, США) на 82-м году жизни.

## Избранная фильмография
- 1947 — «Тайная жизнь Уолтера Митти» / The Secret Life of Walter Mitty
- 1947 — «Жена епископа» / The Bishop's Wife
- 1959-1973 — «Лесси» / Lassie